# Primärkarta

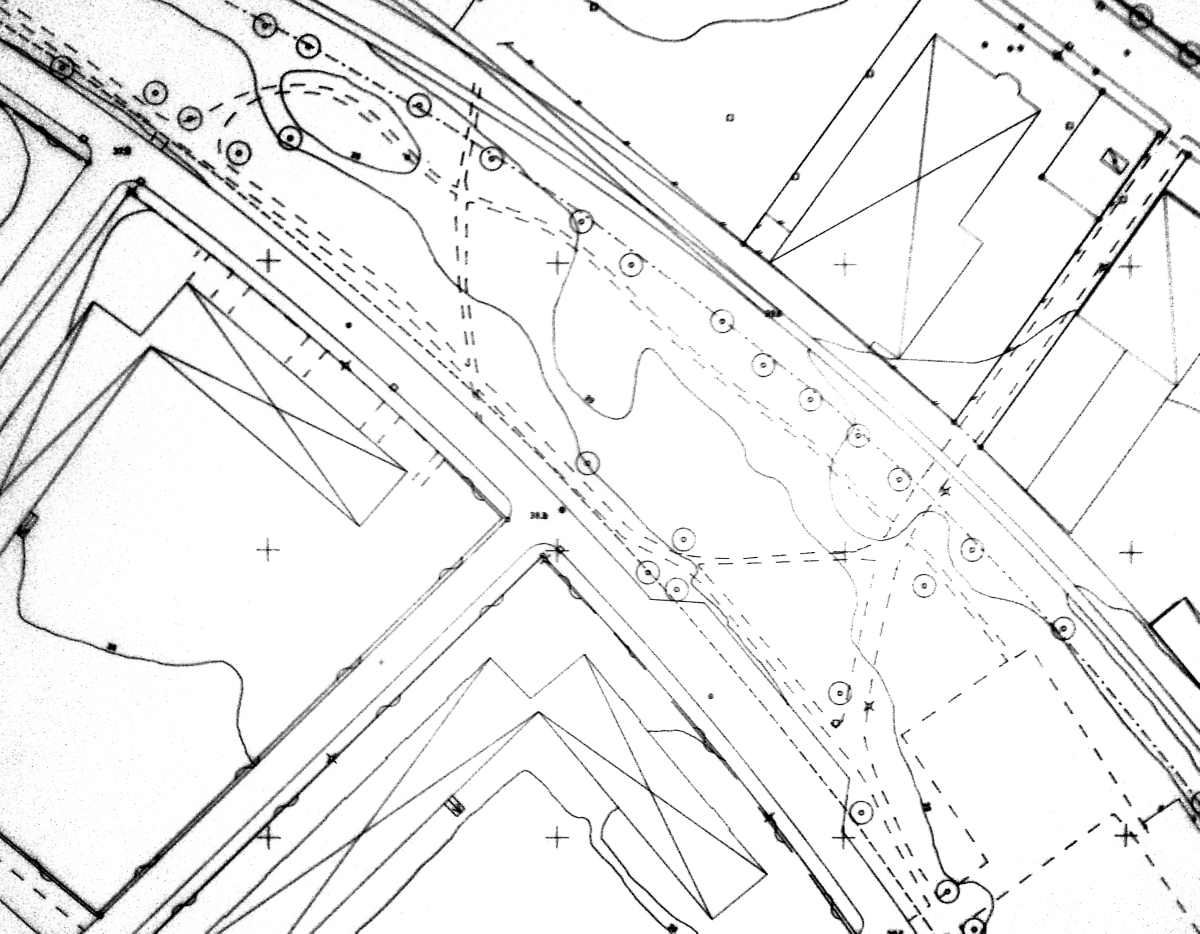
Exempel på del av primärkarta i skalan 1:400. Denna karta var tuschritad på ritfilm som hängde i kartskåp systematiskt indelad i blad.

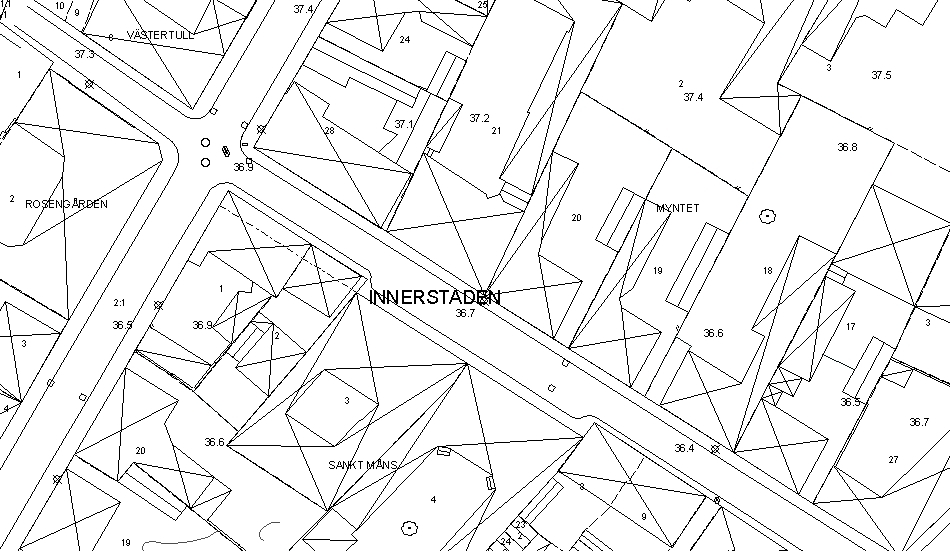
Exempel på primärkarta utritad på bildskärm. Fortfarande används samma ritmanér på kartdetaljerna som förut, även om data nu lagras och hanteras digitalt.

En primärkarta är den geografiska databas som ligger till grund för de nybyggnadskartor och grundkartor som används inom stadsbyggnad.  Primärkartan bestod tidigare av handritade papperskartor.

## Tidigare förhållanden
Primärkartan var tidigare ett kartverk upprättat i skalan 1:400 eller 1:500 i tätort och 1:1 000 eller 1:2 000 utanför tätort. Innehållet redovisades uppdelat i olika deloriginal som kunde samkopieras beroende på redovisningsbehov. 
Kartans olika deloriginal kunde var för sig innehålla plandetaljer, höjdförhållanden, fastighetsindelning och bestämmelsegränser. Originalen var utförda i tusch på ritfilm eller som gravyr på gravyrfilm. Kartan ritades, hanterades och lagrades indelad i kartblad med storlekar 50 x 80 centimeter eller 50 x 50 centimeter. Lagring av kartbladen skedde oftast hängande i kartskåp.

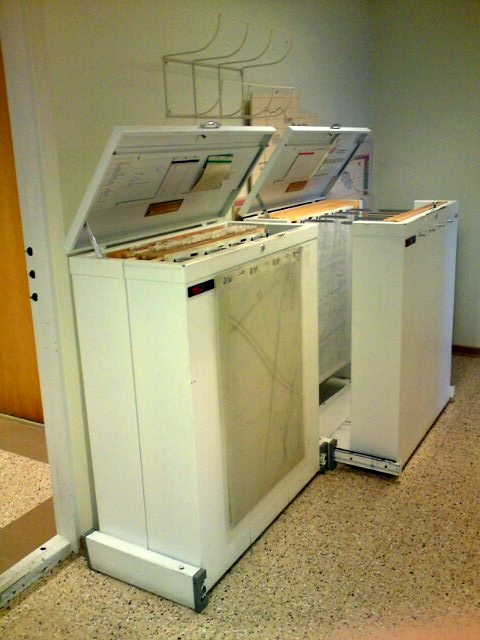
Kartskåp för hängande förvaring av primärkarta. Lägg märke till hur man öppnar kartskåpet genom att dra ut det, såsom det bortre är öppnat.

 När man kopierade kartan kunde detta ske med en storformatskopiator, för enklare kopior eller som avritning, genom att man på ljusbord kopierade över detaljer på en ny ritfilm. Hushörn, gränspunkter och andra geometriskt viktiga objekt överfördes med nålstick. Kartor som producerades på detta sätt från primärkartan kunde vara nybyggnadskartor och grundkartor.

## Dagens förhållanden
Idag framställs kartan ur en geografisk databas, som egentligen inte beror på skala utan på inmätta objekts mätnoggrannhet. Men fortfarande kan man ändå referera till de tidigare manuella skalorna för att förklara noggrannheten på kartan. Oftast används kartan i form av datafiler till att bearbetas i kartprogram, Cad-program eller i GIS. Kartan plottas ut på storformatsplotter i valfritt utsnitt och skala.

## Kartdetaljer
Objekt som redovisas i en primärkarta är normalt:
- Fastighetsgräns
- Traktgräns
- Kommungräns
- Annan registerområdesgräns

- Huskant, husliv
- Trappa
- Skärmtak
- Stödmur
- Uthus

- Transformator
- Bassäng

- Staket
- Mur
- Häck

- Lövträd
- Barrträd
- Beståndsgräns

- Gatstenskant
- Vägkant
- Slänt
- Järnvägsräls

- Stolpe
- Gatubrunnslock
- Brunn

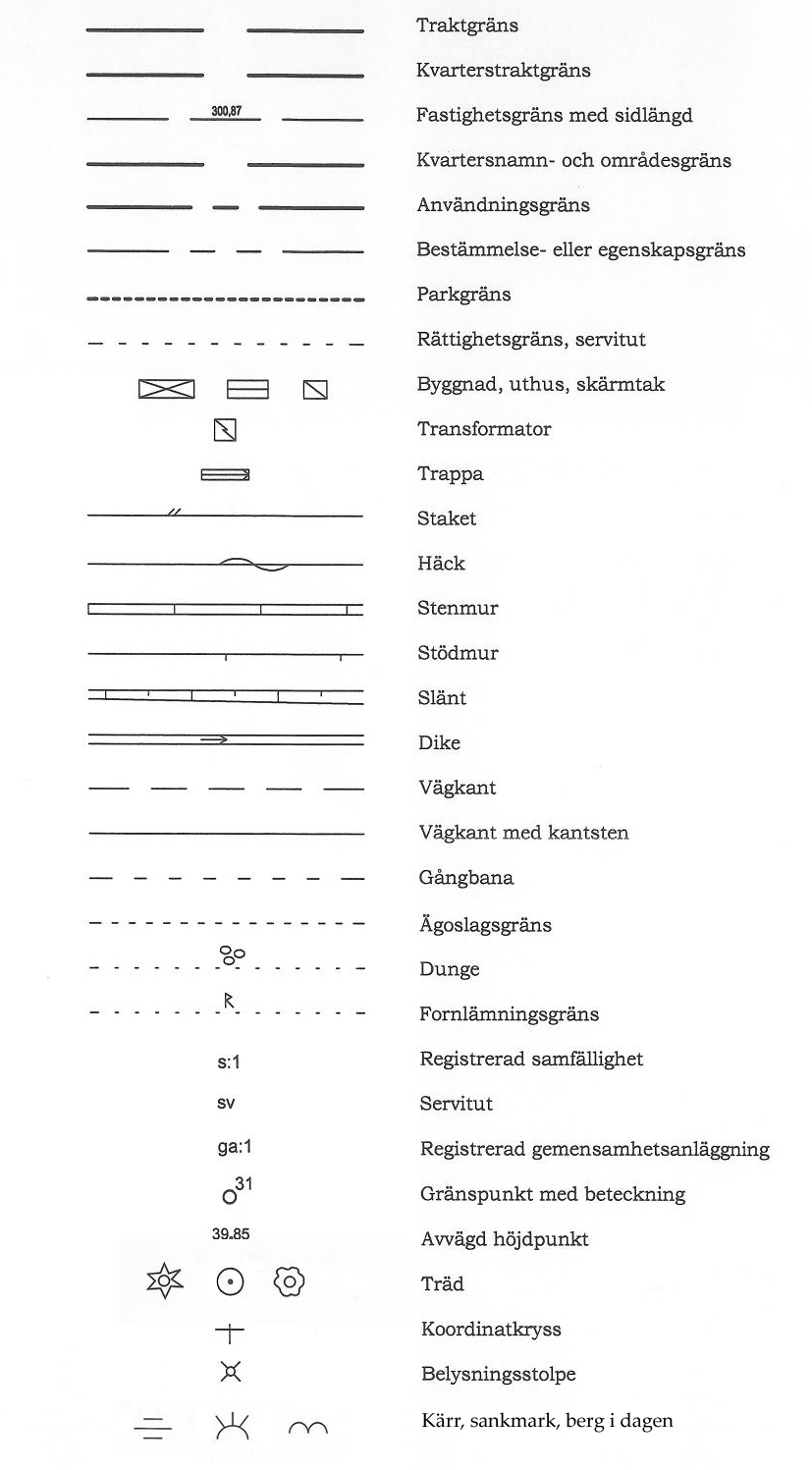
Exempel på symboler i en primärkarta.

- Markanvändningssymboler såsom åker, kärr, lövskog, barrskog

- Polygonpunkt
- Gränspunkt

- Dike
- Strandkontur

- Höjdkurvor, 1 m ekvidistans
- Höjdkurvsiffor
- Höjdsiffor (i gator)

- Passpunkter eller avståndskryss, för att underlätta mätning i kartan och underlätta inpassning (deloriginalhantering)

## Reglering
Kartans framställning har tidigare reglerats i Tekniska förklaringar och anvisningar till mätningskungörelsen, (TFA). 
Tekniska förklaringar och anvisningar till mätningskungörelsen är numera publicerad i Handbok till mätningskungörelsen, HMK som successivt ersätts av en webbtjänst med namnet Handbok i mät- och kartfrågor hos Lantmäteriet. Se mera på artikeln Mätningskungörelsen under avsnittet om Handbok till Mätningskungörelsen.